# Contraataque militar
El contraataque, también llamado «ataque desde una posición defensiva» u «ofensiva defensiva», es una táctica militar usada desde la Antigüedad en que un ejército ocupa una posición ventajosa, permite que el enemigo lo ataque y se desgaste para acabar lanzando una devastadora contraofensiva con sus reservas.
El historiador militar británico David G. Chandler le clasificaba como una de las siete tácticas básicas de la guerra terrestre. El militar prusiano Carl von Clausewitz le considera la forma más eficiente de obligar a un enemigo a abandonar sus planes ofensivos, idea que apoyo Erwin Rommel, quien creía que en la combinación de potencia de fuego y maniobra de un buen contraataque estaba la mejor forma de privar al adversario de la iniciativa.
No debe confundirse con un contramovimiento, una operación realizada en reacción o anticipación a un movimiento del enemigo, y una contraofensiva, que es un contraataque a escala estratégica. En cambio, el contraataque se da en el nivel táctico (batalla) y tiene objetivos limitados. Debe mencionarse que todo contraataque busca frustrar las ventajas obtenidas por el enemigo durante su ataque mediante la recuperación del terreno perdido o destruyendo a sus unidades, especialmente aislando y aniquilando a su vanguardia. De estos objetivos dependerá el tamaño de las fuerzas destinadas a la operación, no se hará el mismo esfuerzo si sólo se quiere detener el impulso ofensivo del enemigo que aniquilar a sus unidades.

## Categorías
El ejército estadounidense estableció dos inicialmente dos tipos de contraataque: local y mayor. El primero busca recuperar terreno crítico importante perdido en la defensa mediante la expulsión del enemigo de una posición o destruyéndolo. El segundo busca principalmente atrapar y destruir a la fuerza de penetración enemiga. Otra categorización establecía una distinción entre un contraataque realizado mediante una maniobra apoyada por fuego de artillería y un contraataque por fuego. En el primero, los fuegos se planean para debilitar la punta de la penetración enemiga, sellar la base para evitar que le lleguen refuerzos y apoyar a la fuerza de contraataque propia. En el segundo, también las piezas de campaña deben debilitar la punta de la penetración y evitar que le lleguen refuerzos, pero a la vez se usa masivamente artillería para atacar y destruir a las fuerzas enemigas en el área de penetración. Esas clasificaciones se consideraron insuficientes y se prefirió una nueva. En la moderna categorización se divide a los contraataques en precipitados, deliberados y cebados.

### Precipitados
Los precipitados son realizados por defensores que carecen del tiempo o el terreno adecuado para una buena defensa estática, suelen ser los menos letales y las fuerzas de reconocimiento se usan para ir adelante y evitar sorpresas indeseables o identificar oportunidades inesperadas.  Tienden a ser realizados por los defensores originales de una posición sin contar con gran cantidad de refuerzos. Por ejemplo, en la guerra de Corea, los norcoreanos lanzaron un contraataque en Naktong apenas 24 horas después de perder una posición.
Se encuentra muy asociada con la defensa activa, cuando los defensores continuamente lanzan pequeños contraataques para negar al enemigo una posición disputada, lo que suele ser muy costoso en vidas y material, por lo que para minimizar las bajas se prefiere ceder la iniciativa (defensa pasiva). Según Clausewitz, la defensa activa también requiere movilidad y sorpresa constantes pero advierte que es mejor porque jamás es bueno ceder la iniciativa. Mao Zedong afirmaba: «La única defensa real es la defensa activa, defensa con el propósito de contraatacar y tomar la ofensiva». Por ejemplo, en Falkirk los piqueros escoceses formaron en grandes círculos (schiltron) con los que rechazaron una primera carga de los caballeros ingleses. Pero sus formación estaban inmóviles así que no aprovecharon de contraatacar y como eran muy densas eran un blanco perfecto para los arqueros ingleses, que les diezmaron con una lluvia de proyectiles hasta que se abrieron grandes huecos en sus círculos por donde atacaron los caballeros. En palabras de Sun Tzu: «La invencibilidad reside en la defensa; la posibilidad de la victoria, en el ataque».

### Deliberados
Los deliberados son de mayor alcance, más decisivos y representan el ideal de Clausewitz en que el defensor aniquila al atacante desde posiciones preparadas y luego pasa a la ofensiva. Mejor preparados, con unidades actuando sincronizadas y más letales, utilizan las fuerzas de reconocimiento para elegir los mejores terrenos para la defensa y objetivos para el contraataque. El militar prusiano advertía que la comprensión del ataque sólo puede venir del estudio de la defensa, dividiendo a esta última en tres fases: la preparación, en que el defensor elige una posición adecuada, la prepara y espera; la batalla defensiva; y finalmente el contraataque. Clausewitz describe a la tercera fase: «Cuando el enemigo ha revelado todo su plan y ha gastado la mayor parte de sus fuerzas, el defensor intenta lanzarse su cuerpo contra una parte de las fuerzas enemigas, abriendo así una batalla ofensiva menor propia... para producir una total inversión». Para Chandler este tipo de contraataques consisten en una guarnición que encuentra una posición defensiva natural o prepara un baluarte construyendo defensas, procediendo a provocar un ataque del enemigo. Esas defensas deben ayudar a la primera línea a mantener sus posiciones y controlar el terreno, aunque esto también significa sacrificar la movilidad y ceder la iniciativa ante el adversario. Cuando el enemigo se ha agotado asaltando el perímetro defensivo, la guarnición sale hacia adelante y le derrota. Esto requiere una reserva lista para recuperar el terreno mediante un contraataque.
Los contraataques deliberados suelen producirse cuando la defensa ya fue exitosa y se decide abrumar al enemigo con rapidez y contundencia, de ahí que en buena medida el éxito o fracaso dependa si se contaba con la sorpresa y aprovechando que el enemigo se encuentra confundido y agotado por el fuego defensivo (entiéndase por sorpresa militar como atacar al enemigo en el lugar y momento que menos se lo espera). Antes de la operación Bagration, los soviéticos realizaron una maskirovka, «campaña de engaño», que logró hacer creer a los alemanes que su ataque se produciría en el sur (Ucrania) cuando acabó por ocurrir en el centro (Bielorrusia). Otro factor que ayuda a las contraofensivas es que en su empuje inicial, el atacante extienda demasiado sus líneas. En la operación Zvezda los soviéticos consiguieron tomar Bélgorod, Járkov y Kursk, alejándose de sus bases de suministros, mientras los alemanes se retiraron para reagruparse y contraatacar.

### Cebados
Los cebados son aquellos donde el defensor atrae al atacante a una posición destacada o inoportuna y luego emplea una fuerza de ataque para destruirlo, es decir, se lleva al enemigo a un área previamente preparada para ser ideal para el contraataque, como en una retirada fingida. El emperador francés Napoleón Bonaparte utilizó un contraataque cebado en Austerlitz, fingiendo debilidad en su ala izquierda para atraer a los austriacos y rusos a un saliente y sobre extender sus líneas: «el contraataque es el alma de la defensa y que, tanto en la defensa como en el ataque, el enemigo debe ser mantenido a raya en toda su línea, mientras que el golpe decisivo se da en el lugar y momento favorables».

## Importancia del reconocimiento
Una defensa exitosa por sí sola es difícil y costosa, por lo que un contraataque es una operación aun más incierta. Para realizarlo con posibilidades de éxito se requiere un adecuado reconocimiento para que los comandantes conozcan el terreno y las fuerzas enemigas que atacaran (consciencia situacional) y así decidir el momento, lugar y objetivos de su contraataque. De no hacerlo, la operación puede ir mal sincronizada, sin suficientes fuerzas o acabar en una trampa. En Magesfontein el mariscal británico Paul Sanford Methuen contraatacó a los bóeres, esperando encontrar una fuerza pequeña y ligeramente armada, pero sus enemigos habían ocultado una ejército numéricamente superior usando la quebrada de un río. Durante la guerra de Corea, el general estadounidense William B. Kean respeto el principio militar de no mantener a las unidades de reconocimiento como reserva, sino como vanguardia pero fracasó en recolectar información de forma continua al no encargar a esas unidades obtener datos sobre la composición de las fuerzas enemigas. De este modo, cuando intento un contraataque en Masan, parte del perímetro de Pusan, se encontró con muchos más norcoreanos de los que esperaba y fue vencido. En la guerra de Yom Kipur los egipcios consiguieron cruzar el canal de Suez y tomar por sorpresa a los israelitas, quienes no los creían capaces de una operación tan compleja. Los israelitas lanzaron sus primeros contraataques sin explorar adecuadamente las posiciones enemigas y fueron rechazados, como en Firdan.
La vanguardia no sólo debe averiguar la composición y disposición del enemigo para anticiparse a sus movimientos, también debe neutralizar las unidades de reconocimiento contrarias y así proteger al cuerpo principal de su propio ejército, y usar fuego indirecto, apoyo aéreo y obstáculos para reducir el poder de fuego enemigo, obstaculizar sus ofensivas y restringir sus movimientos a los cursos de acción más peligrosos, obligándolo a dirigirse contra posiciones defensivas propias previamente preparadas usando obstáculos o atacando a cualquier unidad enemiga que se desvíe de los caminos donde se desea que se dirija. Por último, después de una ofensiva exitosa, estas unidades ligeras y veloces deben perseguir al enemigo en huida más allá de los objetivos iniciales del contraataque para saber dónde está y qué puede intentar hacer y detectar nuevos objetivos.
Como cada unidad debe tener sus objetivos y atacarlos, no evitarlos, aunque sea en apoyo del ataque principal, usualmente en sus flancos, las fuerzas de reconocimiento deben evitar que sus contraataques sean detectados y reciban ataques enemigos antes de tiempo. En la guerra de Yom Kipur, en el monte Hermón de los Altos del Golán se inició una contraofensiva israelita mal planeada, sin exploradores ni tropas cuidando los flancos, siendo la compañía de tanques empleada derrotada con fuertes pérdidas.

## Debilidades
Los contraataques exitosos se producen en el momento adecuado. Los comandantes que contraatacan demasiado pronto corren el riesgo de enfrentarse a un enemigo no desgastado, pero actuar demasiado tarde implica el riesgo de perder la sorpresa y encontrar un enemigo reforzado, que ya ha asegurado el terreno ganado o con la batalla ya decididamente perdida.
En otros casos, la prudencia impide a los comandantes a contraatacar cuando tienen la oportunidad. Después del tercer día de batalla en Gettysburg, el general unionista George Meade se negó a contraatacar al ejército confederado de Robert E. Lee que se retiraba derrotado. Años después se diría: «Siempre he creído que el enemigo aquí perdió la mayor oportunidad que jamás haya tenido de derrotar al ejército del general Lee mediante una ofensiva rápida». Algo similar había sucedido en Antietam cuando el general unionista George Brinton McClellan también dejó a un Lee derrotado retirarse sin contraatacar.
Tampoco se puede depender exclusivamente del factor sorpresa a la hora de efectuar un contraataque. Es elusivo, especialmente si el enemigo tiene comandantes precavidos y tropas de mejor calidad. Durante la guerra de la Triple Alianza, el ejército paraguayo del presidente Francisco Solano López efectuó cuatro ataques simultáneos al alba contra las posiciones aliadas en Tuyutí y encerrarlos en un círculo en un envolvimiento inspirado en el realizado por Napoleón en Austerlitz. Sin embargo, fue detectado y López ordenó continuar el ataque, sufriendo altas pérdidas. Según el historiador argentino Félix Best, el presidente paraguayo debió tomar una actitud defensiva, esperar en sus posiciones fortificadas el inevitable ataque de los aliados y luego contraatacar; irónicamente, ese fue su plan inicial.
Puede suceder que el ejército que padece un contraataque reaccione mucho más rápido de lo esperado. Durante la Cuarta Coalición, el general Levin August von Bennigsen abandonó sus posiciones defensivas y ordenó al ejército ruso contraatacar, aprovechando que el VI cuerpo del mariscal francés Michel Ney parecía estar aislado en Guttstadt, pero los soldados franceses demostraron su habilidad escapando cuando los rusos, más numerosos, intentaron rodearlos; Ney se vio ayudado por la incapacidad de los comandantes rusos y prusianos para actuar de forma coordinada y seguir las órdenes de sus oficiales superiores. Poco después, Bennigsen cometió un error peor. Refugiado al este del río Alle, lo cruzó para atacar en Friedland a los cuerpos del mariscal Jean Lannes, que resultaron estar menos aislados de lo que creía y pronto los rusos se vieron atrapados con el río a sus espaldas dejándoles pocas posibilidades de retirada. Aunque la trampa no fue planeada, Napoleón había inducido a los rusos a atacarlo donde deseaba como en Austerlitz. Lannes y su cuerpo aislado fueron capaces de detener contra el grueso del ejército enemigo a la espera que el resto del ejército francés marchara en su ayuda. Al llegar al campo de batalla, Napoleón afirmó: «No atraparemos al enemigo cometiendo un error como este dos veces». Bennigsen esperaba aniquilar un Lannes aislado, pero se encontró que Napoleón había concentrado todas sus fuerzas para enfrentarlo; casos similares se vieron en Lützen y Dresde.
También podía ser que el comandante enemigo sea muy intrépido y su ejército de muy buena calidad, impidiendo contraatacar a tiempo. En el río Gránico los persas aqueménidas formaron detrás del curso del agua, considerándolo una buena posición defensiva. Su plan era dejar a los macedonios cruzar mientras les debilitaban con flechas, luego contraatacar con su caballería flanqueándolos y atacando su retaguardia. Sin embargo, Alejandro Magno sabía que estarían un buen rato ocupados haciendo oraciones y ritos religiosos, así que aprovechó de atacar en cuanto llegó al lugar en vez de descansar después de un día de marcha como le aconsejó Parmenión. Sus jinetes e infantes ligeros cargaron contra las alas persas que aún no estaban listas, forzando a los aqueménidas a debilitar su centro, lo que permitió a la falange cruzar y derrotar al enemigo.
La forma más sencilla de anular esta táctica era no atacar a un adversario cuando se encontraba en una posición fácilmente defendible. Sin embargo, se podía obligar al enemigo a presentar batalla, como saquear su territorio o, como en Azincourt y Towton, se puede bombardearlo para provocar un ataque: «En un terreno escarpado, debo tomar posición en los altozanos soleados y esperar al enemigo. Si él ocupa primero ese terreno, lo atraigo retirándome; no lo sigo» y «Cuando se está lejos de un enemigo de igual fuerza, es difícil provocar la batalla e infructuoso atacarlo en la posición por él elegida». Por ejemplo, en la guerra de Indochina, los franceses se apoderaron de Dien Bien Phu para amenazar las rutas de suministros del Viet Minh y obligarlos a atacar sus posiciones fortificadas. Sin embargo, el plan finalmente no funcionó y el general vietnamita Võ Nguyên Giáp los obligó a rendirse gracias a su hábil uso de la artillería de mediano calibre. En la posterior guerra de Vietnam, Giáp se negó a intentar atacar de una forma similar Khe Sanh. En palabras de Chandler: «el guerrero astuto no presiona su ataque más allá del punto sin retorno, sino que retrocede cuando siente problemas».
Podría ser algo fortuito lo que impidiera el contraataque. En Malplaquet, el duque Claude de Villars formó una línea defensiva con la que resistió los ataques británicos, holandeses y austriacos del duque John Churchill. En lugar de atacar por un solo flanco, táctica típica del siglo XVIII, los aliados atacaron ambos extremos de la línea francesa, forzando a los franceses a debilitar su centro. Finalmente, cuando los aliados estaban diezmados Villars preparó su contraataque, sin embargo, fue herido de un disparo y la operación se canceló. Churchill aprovechó de cargar contra el centro francés, pero su caballería estaba tan agotada que no pudo sacar partido de la ruptura y los franceses se retiraron en orden.
Por último, el principal problema de esta táctica es que puede generar una mentalidad muy defensiva en el alto mando que les impida tomar la iniciativa aunque se tenga la oportunidad. Por ejemplo, la fe ciega de los franceses en la línea Maginot en 1940, lo que les impidió aprovechar para atacar a los alemanes mientras estaban distraídos en la invasión de Polonia causando la guerra de broma. También puede llevar a que los defensores no estén preparados para un ataque desde otra dirección. En 1942 los británicos fortificaron Singapur para un ataque desde el mar y no pudieron reaccionar a tiempo ante el avance japonés por tierra.

## Ejemplos
A inicios de la Antigüedad las tácticas básicas eran el ataque frontal y la defensa posicional. Las armas eran poco efectivas y la movilidad limitada, así que los atacantes no podían hacer maniobras más complejas como un flanqueo ni los defensores reaccionar a tiempo ante una penetración de su línea. Fue con el desarrollo de las profesionales legiones romanas que está táctica se usó con más frecuencia. El historiador español José Lago indica que Cayo Mario en Aquae Sextiae, Cayo Julio César en Bibracte y Cayo Suetonio Paulino en Watling Street derrotaron a adversarios muy superiores en número formando en un terreno elevado y rodeado de árboles que impidieron que fueran flanqueados. Cuando los bárbaros cargaron la línea de legionarios aguantó y esperó hasta agotarlos con una lluvia de jabalinas y luego con sus espadas para contraatacar arrollándolos colina abajo. En el caso de Mario se agrega el hecho que imitó a Aníbal Barca, pues ocultó una pequeña fuerza que atacó al enemigo por la retaguardia en el momento preciso como en Trebia. Se cree que fue Lucio Cornelio Sila quien introdujo entre los romanos el uso extensivo de trincheras y empalizadas en el campo de batalla, como en Orcómeno y Praeneste. Algo que continuó Lucio Licinio Lúculo en Cícico y Julio César en casi todas sus batallas después de Bibracte. Este último pasó a fortificar siempre sus posiciones defensivas antes de permitir a sus enemigos atacarlo. Sin embargo, los romanos también la padecieron. En Zela, los legionarios atacaron el campamento de Mitrídates VI de Ponto, pero fueron rechazados y empujados contra una trinchera que el rey póntico había hecho construir y ocultar.
Siglos después, Belisario y Narsés en la guerra gótica dejaban a los ostrogodos cargar con su caballería por el centro intentando partir a los romanos en dos y así que su reserva de infantería entrara por la brecha, pero gracias al arco compuesto los romanos pudieron defenderse mejor antes de proceder a contraatacar. En Dara, Belisario uso su superior conocimiento del terreno y las tácticas de los sasánidas para prepararse construyendo una trinchera con la que resistió los asaltos de un enemigo mucho más numeroso para después sorprenderlos con un contraataque contra el ala derecha de los persas que desintegró su comando y control. En esta ocasión los romanos también demostraron la superioridad de su unidad de comando y la flexibilidad de sus líneas defensivas. En otro caso, los heftalitas cavaron dos trincheras en una planicie, las ocultaron y colocaron a su ejército detrás, existiendo un pequeño paso de tierra entre ambas. Enviaron a su vanguardia a provocar al rey sasánida Peroz I, quien ordenó perseguir a esos heftalitas. La vanguardia se unió al grueso de su ejército pasando por el estrecho corredor, mientras las primeras líneas de persas fueron cayeron en las trincheras, siendo aplastadas por las que venían en retaguardia. Luego, los heftalitas se abalanzaron sobre todo persa que no había caído.
Durante la Edad Media, a orillas del lago Copaide y el río Cefiso, la infantería ligera de los almogávares formó su línea para enfrentar a un ejército muy superior en número al mando del duque Gualterio V de Atenas. El lugar era una llanura extensa, plana y ocupada por vegetación, perfecta para la caballería pesada franca que encabezó la carga de un confiado Gualterio V el día de la batalla. Sin embargo, sus monturas pronto quedaron atrapadas en un lodazal por el peso de sus armaduras, de inmediato los almogávares se lanzaron sobre ellos y los masacraron, y cuando la infantería del duque intento rescatar a su vanguardia fue derrotada. Había sucedido que en los meses anteriores los almogávares y sus familias habían cavado zanjas en la llanura para inundarla, luego cultivaron y dejaron que plantas crecieran en el lugar para ocultar el nuevo pantano. Posteriormente, durante la guerra de los Cien Años en Crecy, Poitiers y Azincourt, los ingleses ponían setos con estacas afiladas y baches para detener las cargas de los caballeros pesados franceses mientras los diezmaban con sus arcos largos. Algo similar consiguieron hacer los piqueros escoceses en Bannockburn.
Cuando los turcos invadían su principado, Esteban III desgastaba sus expediciones con guerrillas y negándoles los suministros arrasando toda tierra por donde iban a pasar. Cuando decidió presentar batalla combinó su conocimiento del terreno y tácticas innovadoras defensivas para vencer a un enemigo muy superior en número. En Vaslui, Esteban III atrajo a los turcos a un valle pantanoso, mientras la niebla y nieve impedían a los otomanos luchar con efectividad mientras los moldavos los esperaban en posiciones defensivas frente a su campamento. El valle también era estrecho y rodeado por montes boscosos, lo que impedía a los turcos flanquear a los moldavos, obligándolos a avanzar solamente hacia adelante, y volvía su superioridad numérica un lastre, pues pronto quedaron hacinados y desordenados. El suelo pantanoso dificultaba sus movimientos y limitaba el poder de sus ataques. Además, para llegar al campo de batalla debían cruzar lentamente el río Bârlad por un estrecho puente, por lo que nunca pudieron atacar con todas sus fuerzas a la vez, sino que las unidades llegaban sucesivamente. Aunque cuando avanzaron hacia el campamento moldavo hubo un pánico inicial, los tiros de la artillería moldava ubicada en los flancos del valle consiguieron recomponer la situación. Luego, Esteban III contraatacó con una maniobra de flanco usando al grueso de sus fuerzas que estaban en reserva y el ejército otomano se desordenó. Los turcos habían sido atraídos masivamente a una trampa y se veían atacados por detrás y un flanco. Cuando intentaron retirarse por el puente colapsó y no pudieron retirarse, siendo aniquilados.
En Cowpens, los estadounidenses del brigadier Daniel Morgan se componían de tropas regulares y milicias, teniendo estas últimas una mala fama de prematuramente de las batallas. Los milicianos fueron puestos en primera línea y después de dos andanadas se retiraron, animando a los británicos a perseguirlos sin esperar que las mejores tropas estadounidenses los esperaban ocultas, descargando un disciplinado fuego de mosquete a quemarropa y cargando con bayonetas sobre un flanco de los sorprendidos británicos. Durante la campaña contra el Reino de Prusia en 1806 Napoleón afirmaba: «Todo el arte de la guerra consiste en una defensa bien razonada y extremadamente prudente, seguida de un ataque rápido y audaz». El británico Arthur Wellesley también uso el contraataque de forma exitosa después que el mariscal francés André Masséna se debilitara atacando las tres líneas de Torres Vedras, defensa apoyada también por tácticas de tierra arrasada y guerra de guerrillas.
Durante la Primera Guerra Mundial, los británicos lanzaron una ofensiva contra las trincheras alemanas en Cambrai, sin embargo, en menos de un mes el general Georg von der Marwitz ordenó un exitoso contraataque. Al cabo de un mes, los británicos habían sufrido enormes pérdidas con muy pocas ganancias territoriales. El capitán alemán Willy Rohr fue clave al desarrollar y formar unidades especializadas en lanzar contraataques llamadas Sturmabteilung, «destacamentos de asalto». Estas tropas aprovechaban que el momento de debilidad en que la defensa no es posible, la artillería atacante no estaba posicionada y su infantería había perdido su cohesión, energía y quizás moral para recuperar la ofensiva. Después del conflicto, el general alemán Waldemar Erfurth señalaba como se consideraba a la «ofensiva-defensiva», es decir, la combinación de operaciones ofensivas con tácticas defensivas, como la forma más efectiva de guerra moderna por sus buenos resultados en el anterior enfrentamiento.
En períodos en que la movilidad y potencia de fuego superan a la tecnología defensiva, como durante la Segunda Guerra Mundial, la guerra favorece al atacante y la habilidad para contraatacar se vuelve fundamental. Para enfrentar la guerra relámpago alemana, en el frente oriental los soviéticos crearon un sistema de defensa en red: primero, varias líneas de puntos fuertes que se dan soporte entre sí retrasan y desgastan el avance del atacante; segundo, se lanzan grandes contraataques. Sus grandes sistemas defensivos en Moscú y Kursk que consiguieron detener las ofensivas alemanas antes de realizar sus propias contraofensivas y hacerlos retroceder. Otro ejemplo sería Stalingrado, en que la guarnición soviética consiguió defender la ciudad y distraer a los alemanes, mientras el mariscal Gueorgui Zhúkov preparaba su famoso contraataque contra los flancos de los asaltantes. En Kohima, el general británico Montagu Stopford atrajo al ejército japonés permitiéndole tomar algunos valles entre montañas, pero resistió en las posiciones principales gracias a la preparación previa y el apoyo aéreo. Luego, con los japoneses agotados les atacó y les hizo perder todo lo ganado.
Durante la guerra de Ucrania en 2022, los ucranianos consiguieron alternar los principios de moverse, golpear y protegerse de forma exitosa, deteniendo la ofensiva rusa sobre Kiev y luego recuperando el territorio.

### Uso delaager
En Adrianópolis, el emperador romano Valente ordenó atacar a los godos, que habían acampado formando un laager, un círculo defensivo formado por carromatos, intentando por horas tomar las barricadas. Sin embargo, la caballería goda regresó después de haber pastado y atacó por un flanco a los romanos, animando a su infantería a contraatacar. En Crécy, los infantes ingleses usaron sus carretas para protegerse de los ballesteros genoveses y los caballeros franceses. Jan Žižka también la empleó en las guerras husitas, formando un laager para repeler los ataques de los caballeros bohemios y húngaros en Nekmíř y Sudoměř respectivamente, pero en Kutná Hora la uso de forma ofensiva. Fue rodeado por una fuerza hostil muy superior y durante la noche organizó a sus hombres y carros de guerra (tabores) en cinco columnas para romper el cerco. Los husitas también fueron pioneros en el uso del cañón de mano y del obús como artillería ligera para defender sus posiciones. Esteban III se inspiró en las tácticas de Žižka para vencer a los otomanos.
El Imperio otomano formó en varias ocasiones muros defensivos de carromatos encadenados entre sí, detrás de los cuales iba su artillería. Este uso de los cañones les permitió vencer las cargas de la caballería pesada de los mamelucos en Marj Dabiq y Ridaniya, de los húngaros en Mohács y de los safávidas en Chaldiran. Cuando Babur invadió el Sultanato de Delhi se enfrentó a un ejército mucho mayor y con 1000 elefantes de guerra, pero carente de artillería moderna. En cambio, Babur disponía de 2 cañones y arqueros montados muy experimentados en combate. Para anular la superioridad numérica del enemigo, imitó a los otomanos y mandó formar delante de sus tropas una barricada con 600 carromatos amarrados entre sí, pero con varios huecos en la línea por donde podían pasar unidades pequeñas de caballería. Para proteger sus flancos, tenía por un lado los muros de la ciudad de Panipat y por el otro hizo construir una zanja cubierta de matorrales. Babur provocó a sus enemigos lanzando pequeños ataques contra su campamento hasta que decidieron atacar su barricada. Cuando lo hicieron, sorpresivamente la reserva de Babur los rodeó por los flancos y los atacó por la retaguardia, causando pánico.
Durante el Gran Trek, los bóeres al mando de Andries Pretorius formaron un laager para defenderse de un ejército del Reino zulú. Después de rechazar los asaltos zulúes, los bóeres cargaron con su caballería y dispersaron a sus enemigos. Este sistema defensivo móvil fue usado durante la expansión de los Estados Unidos en el Viejo Oeste por los colonos contrataques de las tribus locales.

### Cruce de ríos
Durante las guerras napoleónicas también se prefería lanzar contraataques cuando el enemigo cruzaba un río. En Aspern-Essling y Wagram, el archiduque austriaco Carlos de Austria-Teschen no defendió la línea del río, evitando una actitud pasiva donde los franceses podrían haber concentrado su poder en un punto para romper las defensas. En cambio, dejó a Napoleón cruzar para intentar destruirlo antes de que recibiera refuerzos o se retirada. El británico Wellesley consiguió importantes victorias en Porto y Bidasoa usando el mismo método.
Un caso similar ocurrió siglos antes, en las guerras de independencia de Escocia, cuando el conde John de Warenne mandó a su vanguardia cruzar el río Forth por el puente de Stirling. Los escoceses de William Wallace formaron su falange en las cercanías, y cuando un tercio de los ingleses habían cruzado ordenó avanzar, encontrándose a la vanguardia desplegando su línea y con el puente lleno de ingleses. Wallace hizo empujar a la vanguardia contra el Forth, mientras parte de sus hombres tomaron la salida del puente para cortar toda ruta de escape. Muchos ingleses murieron ahogados al caer a sus aguas, en tanto que sus compañeros en la otra orilla solo pudieron mirar. La clave fue atacar en el momento preciso, cuando aún no hubieran cruzado demasiados ingleses pero tampoco cuando fueran muy pocos, pues se deseaba causar muchas bajas.
Los grandes problemas que tiene un ejército bajo ataque para retirarse en orden a través de un río se demostraron en batallas como Friedland, Aspern-Essling y Leipzig. Una retirada exige habilidad de mando, especialmente si no se desea perder el contacto con el enemigo, como cuando es fingida o sólo para reagruparse en posiciones defensivas.

### Asedios
Chandler también considera que se da cuando un ejército sitia a su enemigo y luego es sitiado a su vez por una fuerza de relevo, la que consigue rechazar. Por ejemplo, a Julio César en Alesia o Eugenio de Saboya en Belgrado. Se basaron en crear una línea defensiva de circunvalación para rechazar al ejército enemigo, muy usada en la época de Luis XIV de Francia, pero que Napoleón se negó a usarla en el sitio de Mantua contra los austriacos.
Cuando el 6.° Ejército alemán quedó embolsado y asediado en Stalingrado, el mariscal Erich von Manstein lanzó una ofensiva para intentar rescatarlo. Sin embargo, Manstein subestimó la resistencia de los soviéticos, que le dificultaron su avance y cuando estuvo más cerca de la ciudad, el comandante del ejército asediado, el general Friedrich Paulus, se negó a intentar una ruptura para conectar sus fuerzas. Esto permitió a los soviéticos del general Andréi Yeriómenko lanzar una contraofensiva que acabó con toda esperanza de evacuación.

### Salidas
Atacar desde una posición defensiva permite tomar al enemigo desprevenido a la vez que se consigue conservar la movilidad y protección. En la cruzada albigense, el francés Simón de Montfort abandonó sus posiciones en el pueblo fortificado de Muret y cargó con 1000 caballeros contra aragoneses y albingenses, tomándolos desprevenidos. Durante la guerra de independencia de Venezuela, el teniente coronel realista Francisco Tomás Morales estaba asaltando la ciudad de Maturín cuando el coronel republicano José Francisco Bermúdez ordenó una feroz carga que sorprendió a sus enemigos. Morales huyó pero fue perseguido sin cesar por la caballería rival.
Esto no siempre resulta bien. En Valea Albă Esteban III de Moldavia, que había estado esperando al sultán otomano Mehmed II en una sólida posición defensiva, decidió atacar cuando vio aproximarse la vanguardia turca. Sin la ventaja de un mal clima, el ataque fue insuficiente para vencer a Mehmed II y al día siguiente llegó el cuerpo principal del ejército turco, tan numeroso que no pudo ser vencido ni por un centenar de cañones, los proyectiles de arcos y armas de fuego, la disciplina demostrada por los moldavos al defender las fortificaciones ni el incendio del bosque que se debía atravesar para atacar sus posiciones. Los jenízaros otomanos fueron detenidos e incluso temporalmente retrocedieron con cuantiosas bajas, pero siguieron atacando hasta tomar las posiciones y el ejército moldavo fue dispersado.

### Clásica
Los libros son citados en números romanos y capítulos y párrafos en números arábigos. Entre paréntesis aparecen los apellidos de los traductores de las ediciones usadas con el año correspondiente y las páginas citadas. 
- Procopio de Cesarea. Historia de las guerras. Libro I. En Dewing, H. B. (1914). History of the Wars: Books 1-2. (Persian War). (en inglés) 1. Londres: Harvard University Press.
- Sun Tzu. El arte de la guerra. En Tooney, Enrique (2017). El arte de la guerra de Sun Tzu. Madrid: Sexto Piso. Ilustraciones de Damián Ortega. ISBN 978-84-16677-74-0. Véase también en Giles, Lionel (2000). Sun Tzu On The Art Of War (en inglés). Leicester: Allandale. ISBN 1-903328-03-9. Véase también en Changing minds.

### Moderna
- Alexander, Bevin (2007). How Wars Are Won: The 13 Rules of War from Ancient Greece to the War on Terror (en inglés). Nueva York: Random House Publishing Group. ISBN 9780307421036.
- Armstrong, Pete (2011). Wallace y la revuelta escocesa. Madrid: Osprey. Traducción inglés-español por Marcos Jaén Sánchez. ISBN 978-84-473-7358-1.
- Bailey, Ronald H. (1984). The Bloodiest Day: The Battle of Antietam (en inglés). Alexandria: Time-Life Books. ISBN 0-8094-4740-1.
- Best, Félix (1960). Historia de las guerras argentinas. De la independencia, internacionales, civiles y con el indio II. Buenos Aires: Peuser.
- Black, Jeremy (2017). War in the World: A Comparative History, 1450-1600 (en inglés). Londres: Palgrave Macmillan. ISBN 9780230344266.
- Bolea Robres, Chusé Luis (2010). Almugávares, vía sus!. Zaragoza: Ara Cultural. ISBN 978-84-613-8317-7.
- Burton, Reginald George (1912). From Boulogne to Austerlitz, Napoleon's Campaign of 1805 (en inglés). Londres: George Allen & Co. Limited.
- Cain, Francis M. (2014). Ardennes-1944: An Analysis Of The Operational Defense (en inglés). Lucknow: Lucknow Books. ISBN 9781782895039.
- Callister, Graeme; Whitbread, Rachael (2022). Battle: Understanding Conflict from Hastings to Helmand (en inglés). Yorkshire: Pen & Sword Books. ISBN 9781399081016.
- Chandler, Melborune J. (1955). «Notes on defense». Review of Current Military Literature (en inglés) (Fort Leavenworth: Command and General Staff School (U.S.)) XXXIV (2): 38-49.
- Casabianca, Ange-François; Boselli Cantero, Cristina (2000). Una guerra desconocida: la campaña del Chaco Boreal, 1932-1935 II. Asunción: El Lector. ISBN 9789992551370.
- Cavatore, Alessio; Priestley, Rick (2012). Bolt Action: World War II Wargames Rules (en inglés). Londres: Bloomsbury Publishing. ISBN 9781782009696.
- Chandler, David G. (1974). The Art of Warfare on Land (en inglés). Londres: Hamlyn Publishing Group. ISBN 0600301370.
- Cupșa, Ion (1975). Batalia de la Vaslui (10 ianuarie 1475) [a lui Stefan cel Mare] (en rumano). Bucarest: Editura militara.
- Dogaru, Mircea; Zahariade, Mihail (1996). History of the Romanians: From the origins to the modern age (en inglés). Bucarest: Amco Press. ISBN 9789739675598.
- Dornstadter, Andrew J. (2010). «Battle of Dara».  En U.S. Army Engineer Center, ed. The Engineer (en inglés) (Fort Belvoir) XL (1): 48-50.
- Du Picq, Charles Jean Jacques Joseph Ardant (1947).  John N. Greely, Robert Christie Cotton, ed. Battle Studies: Ancient and Modern Battle (en inglés). Harrisburg: Military Service Publishing Company.
- Eagles, Jonathan (2013). Stephen the Great and Balkan Nationalism: Moldova and Eastern European History (en inglés). Londres: Tauris. ISBN 9780857723147.
- Erfurth, Waldemar (1991). «Surprise».  En Clarence E. Briggs, Curtis Brown, ed. Roots of Strategy: 3 Military Classics. Mechanicsburg: Stackpole Books. Traducción alemán-inglés por Oliver L. Spaulding (numeración de páginas según PDF). pp. 348-573. ISBN 9780811730600.
- Greene, Robert (2010). The 48 Laws Of Power (en inglés). Londres: Profile Books. ISBN 9781847651341.
- Grigoraş, Nicolae (2004). The Battle of Războieni - Valea Albă (en inglés) LIX (7-9 (423-425)). Bucarest: Europolis Pub. pp. 39-55.
- Harrison, Richard W. (2010). Architect of Soviet Victory in World War II: The Life and Theories of G.S. Isserson (en inglés). Jefferson: McFarland. ISBN 9780786456673.
- Hessler, James A. (2009). Sickles at Gettysburg: The Controversial Civil War General Who Committed Murder, Abandoned Little Round Top, and Declared Himself the Hero of Gettysburg (en inglés). Nueva York: Savas Beatie. ISBN 9781611210453.
- Kiffer, André Geraque (2024). Battle of Tuyutí. A board wargame (en inglés). Río de Janeiro: El autor.
- Leonard, Barry (2011). Department of Defense Dictionary of Military and Associated Terms: As Amended Through 31 October 2009 (en inglés). Collingdale: Department of Defense (DOD), DIANE Publishing Company. ISBN 9781437938203.
- MacDowall, Simon (2011). El ocaso de Roma. Adrianópolis. Barcelona: Osprey. Traducción inglés-español por Oriol Poveda Guillén.
- Mackenzie, S. P. (1997). Revolutionary Armies in the Modern Era: A Revisionist Approach (en inglés). Londres: Routledge. ISBN 978-0-415-09690-4.
- Mao, Zedong (1963). Selected military writings of Mao, Tse-Tung (en inglés). Beijing: Foreign Language Press.
- Mayor, Adrienne (2010). The Poison King: the life and legend of Mithradates, Rome's deadliest enemy (en inglés). Princeton: Princeton University Press. ISBN 0691126836.
- McNab, Chris (2017). Famous Battles of the Ancient World (en inglés). Nueva York: Cavendish Square Publishing LLC. ISBN 9781502632456.
- Michno, Gregory F.; Michno, Susan J. (2008). Circle the Wagons!: Attacks on Wagon Trains in History and Hollywood Films (en inglés). Jefferson: McFarland. ISBN 978-0-7864-3997-3.
- Mikaberidze, Alexander (2020). The Napoleonic Wars: A Global History (en inglés). Oxford: Oxford University Press. ISBN 9780199951079.
- Muir, Rory (1998). Tactics and the Experience of Battle in the Age of Napoleon (en inglés). New Haven: Yale University Press. ISBN 9780300147681.
- Olsen, John Andreas; Colin S. Gray (2011). The Practice of Strategy: From Alexander the Great to the Present (en inglés). Oxford: Oxford University Press. ISBN 9780199608638.
- Parry, V. J. (1977). «Warfare».  En Ann K. S. Lambton, Bernard Lewis, P. M. Holt, ed. The Cambridge History of Islam: Islamic Society and Civilisation (en inglés) II. Cambridge University Press. pp. 824-850.
- Pence, Scott (2017). «The Role of Reconnaissance Forces in the Counterattack». The Cavalry & Armor Journal VIII (1): 1-17.
- Phillips, Graham (2012). Alexander The Great (en inglés). Londres: Ebury Publishing. ISBN 9780753535820.
- Pilat, Liviu; Cristea, Ovidiu (2017). The Ottoman Threat and Crusading on the Eastern Border of Christendom During the 15th Century (en inglés). Leiden: Brill. ISBN 9789004353800.
- Pinzelli, Eric G. L. (2022). Masters of Warfare: Fifty Underrated Military Commanders from Classical Antiquity to the Cold War (en inglés). Filadelfia: Pen & Sword Books. ISBN 9781399070157.
- Plon, Henry (1863). Correspondance de Napoleon Ier: publiée par ordre de L'Empereur Napoleon III (en francés) XIII. París: J. Dumaine.
- Potter, David Stone (2009). Rome in the Ancient World: From Romulus to Justinian (en inglés). Londres: Thames & Hudson. ISBN 9780500251522.
- Potter, David Stone (2010). «Caesar and the Helvetians».  En Garrett G. Fagan; Matthew Trundle, ed. New Perspectives on Ancient Warfare (en inglés). Leiden: Brill. pp. 305-330.
- Robertson, William Glenn (1985). Counterattack on the Naktong, 1950 (en inglés). Washington DC: Combat Studios Institute, U.S. Army Command and General Staff College.
- Sangster, Andrew; Battistelli, Pier Paolo (2024). How Hitler Evolved the Traditional Army Establishment: A Study Through Field Marshals Keitel, Paulus and Manstein (en inglés). Yorkshire: Pen & Sword Books Limited. ISBN 9781036106065.
- Summerville, Christopher (2005). Napoleon's Polish Gamble: Eylau & Friedland 1807 (en inglés). Londres: Pen & Sword Books. ISBN 9781473816596.
- Tucker-Jones, Anthony (2016). Armoured Warfare in the First World War (en inglés). Barnsley: Pen & Sword Military. ISBN 9781473872981.
- Turnbull, Stephen (2014). The Ottoman Empire 1326–1699 (en inglés). Oxford: Osprey. ISBN 9781841765693.
- USAFAS (1980). Division Artillery, Field Artillery Brigade, and Field Artillery Section (Corps) (en inglés). Fort Sill: United States Army Field Artillery School o USAFAS (numeración de páginas según PDF).
- Vergara y Velasco, Francisco Javier (1910). En 1910: Homenaje a los soldados de 1810. Páginas militares de la guerra de independencia; las batallas y los jefes de la magna guerra; la guerra á muerte - los héroes de Boyacá - 1910. Bogotá: Imprenta Eléctrica.
- Von Clausewitz, Carl (1984). On War. Princeton: Princeton University Press. Traducción alemán-inglés por Michael Howard, Bernard Brodie & Peter Paret. ISBN 9780691018546.
- Weir, William (2006). 50 Battles that Changed the World (en inglés) I. Vacaville: Bounty Books. ISBN 9781442976573.
- Zaloga, Steven J. (2023). Tanks in Operation Bagration 1944: The Demolition of Army Group Center (en inglés). Londres: Bloomsbury Publishing. Ilustraciones de Felipe Rodríguez. ISBN 9781472853943.

- Datos: Q2329143